# Чемпионат Италии среди легковых автомобилей

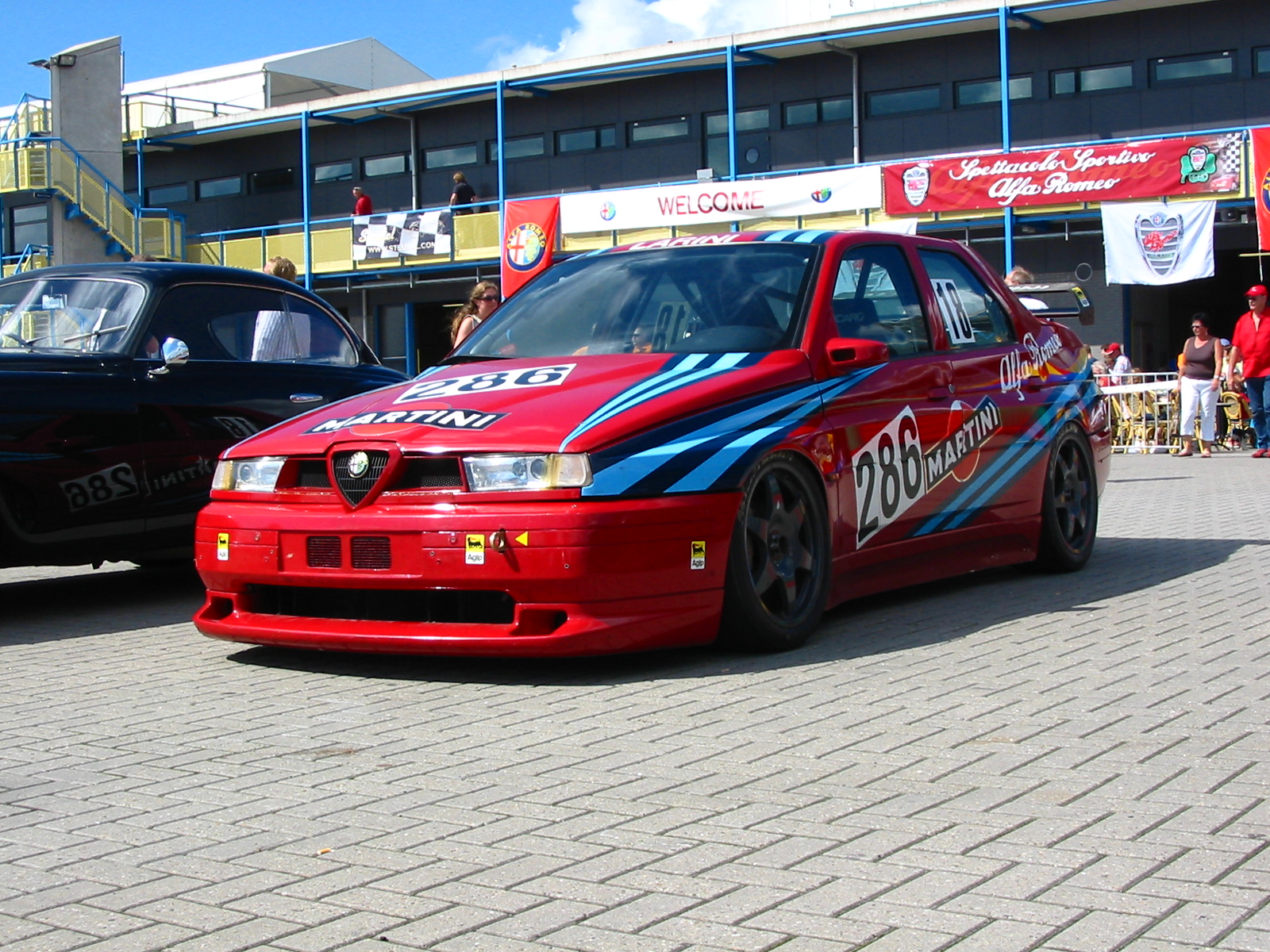
Alfa Romeo 155 GTA

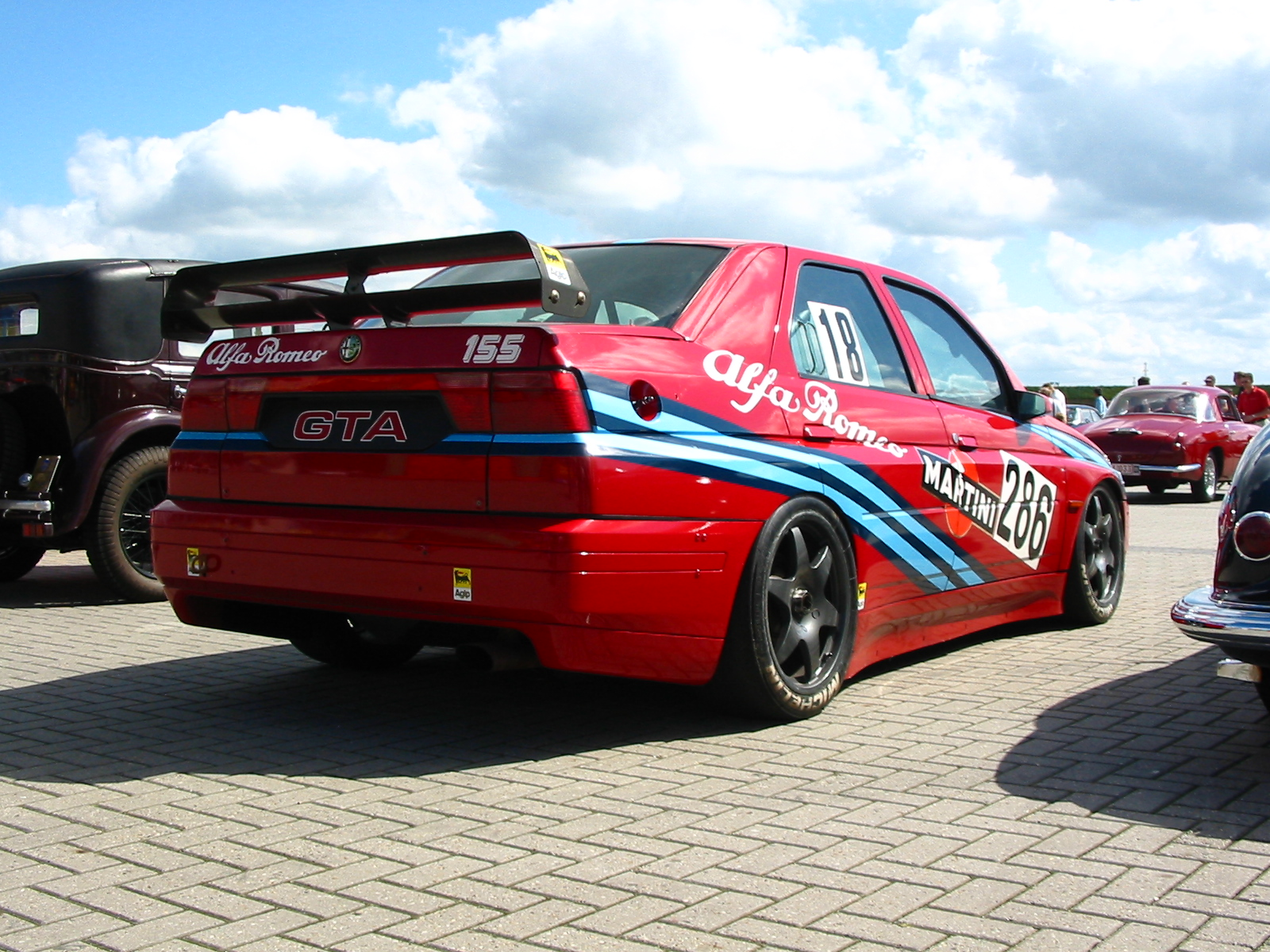
Alfa Romeo 155 GTA, вид сзади

Чемпионат Италии по шоссейно-кольцевым гонкам на легковых автомобилях (итал. Campionato italiano superturismo) — национальное туринговое автомобильное первенство, существовавшее в 1987-2008 годах. Серия базировалась в Италии.
Чемпионат проводится с 1987 г. по правилам Группы А (модифицированные дорожные машины), в 1993 г. перешёл на правила FIA Супертуризм. В 2000 году FIA преобразовала его в Европейский Кубок по Супертуризму (Euro STC), однако это мало что поменяло в самой серии — она по-прежнему состояла преимущественно из итальянских трасс, на которых выступали в основном итальянцы. Поэтому второй год новой серии стал последним для неё — FIA и телеканал Евроспорт со следующего года основали новый Европейский Туринговый Чемпионат (ETCC). В следующем году был отменен и чемпионат FIA в классе SuperProduction. Таким образом, Итальянский Спертуринг был восстановлен, но выступал уже по правилам SuperProduction (Superproduzione), которые уступали правилам S2000 Европейского Чемпионата. В 2005 году, когда ЕТСС был преобразован в WTCC, Итальянский Супертуринг также перешёл на правила S2000.

## Чемпионы
| Год  | Гонщик                | Машина              |
| ---- | --------------------- | ------------------- |
| 2007 | Чезаре Кремонези      | BMW 320i            |
| 2006 | Роберто Кольчаго      | SEAT León           |
| 2005 | Алессандро Дзанарди   | BMW 320i            |
| 2004 | Адриано Де Микели     | Alfa Romeo 147      |
| 2003 | Сальваторе Тавано     | Alfa Romeo 147      |
| 1999 | Фабрицио Джованарди   | Alfa Romeo 156      |
| 1998 | Фабрицио Джованарди   | Alfa Romeo 156      |
| 1997 | Emanuele Naspetti     | BMW 320i            |
| 1996 | Ринальдо Капелло      | Audi A4 Quattro     |
| 1995 | Эммануэле Пирро       | Audi A4 Quattro     |
| 1994 | Эммануэле Пирро       | Audi 80 Quattro     |
| 1993 | Роберто Равалья       | BMW 318i            |
| 1992 | Никола Ларини         | Alfa Romeo 155 GTA  |
| 1991 | Роберто Равалья       | BMW M3              |
| 1990 | Роберто Равалья       | BMW M3              |
| 1989 | Джонни Чекотто        | BMW M3              |
| 1988 | Джафранко Бранкателли | Alfa Romeo 75 Turbo |
| 1987 | Микеле Ди Джоя        | BMW M3              |